# Ida di Waldeck e Pyrmont
Principessa Ida Carolina Luisa di Waldeck-Pyrmont ((DE)  Prinzessin Ida Caroline Luise zu Waldeck und Pyrmont; Rhoden, 26 settembre 1796 – Mentone, 12 aprile 1869) fu un membro del Casato di Waldeck e Pyrmont e una Principessa di Waldeck e Pyrmont. Attraverso il suo matrimonio con Giorgio I, Principe di Waldeck e Pyrmont, Ida fu anche membro della Casata di Lippe e Principessa consorte di Schaumburg-Lippe.

## Infanzia
Ida nacque a Rhoden nel Principato di Waldeck e Pyrmont ed era la prima figlia femmina sopravvissuta di Giorgio I, Principe di Waldeck e Pyrmont e di sua moglie la Principessa Augusta di Schwarzburg-Sondershausen.

## Matrimonio e figli
Ida sposò Giorgio Guglielmo, Principe di Schaumburg-Lippe, figlio di Filippo II, Conte di Schaumburg-Lippe e della sua seconda moglie la Principessa Giuliana d'Assia-Philippsthal, il 23 giugno 1816 a Arolsen nel Principato di Waldeck e Pyrmont. Ida e Giorgio Guglielmo ebbero nove figli:
- Adolfo I, Principe di Schaumburg-Lippe (1º agosto 1817 – 8 maggio 1893)[1][2] sposò la Principessa Erminia di Waldeck e Pyrmont
- Principessa Matilde di Schaumburg-Lippe (11 settembre 1818 – 14 agosto 1891)[1][2] sposò il Duca Eugenio di Württemberg
- Principessa Adelaide di Schaumburg-Lippe (9 marzo 1821 – 30 luglio 1899)[1][2] sposò Federico, Duca di Schleswig-Holstein-Sonderburg-Glücksburg
- Principea Ernesto di Schaumburg-Lippe (12 dicembre 1822 – 2 aprile 1831)[1][2]
- Principessa Ida di Schaumburg-Lippe (26 maggio 1824 – 5 marzo 1894)[1][2]
- Principessa Emma di Schaumburg-Lippe (24 dicembre 1827 – 23 gennaio 1828)[1][2]
- Principe Guglielmo di Schaumburg-Lippe (12 dicembre 1834 – 4 aprile 1906);[1][2] sposò la Principessa Batilde di Anhalt-Dessau.
- Principe Ermanno di Schaumburg-Lippe (31 ottobre 1839 – 23 dicembre 1839)[1][2]
- Principessa Elisabetta di Schaumburg-Lippe (5 marzo 1841 – 30 novembre 1926);[1][2] sposò il Principe Guglielmo di Hanau e Horowitz, un figlio morganatico di Federico Guglielmo, Elettore d'Assia.

## Titoli e trattamento
- 26 settembre 1796 - 23 giugno 1816: Sua Altezza Serenissima Principessa Ida di Waldeck e Pyrmont
- 23 giugno 1816 - 21 novembre 1860: Sua Altezza Serenissima La Principessa di Schaumburg-Lippe
- 21 novembre 1860 - 12 aprile 1869: Sua Altezza Serenissima La Principessa Madre di Schaumburg-Lippe

## Ascendenza
|                                                    |                                      |                                                  | Genitori                                           |  |  | Nonni |  |  | Bisnonni                                     |  |  | Trisnonni                  |  |
|                                                    |                                      |                                                  |                                                    |  |  |       |  |  | Federico Antonio Ulrico di Waldeck e Pyrmont |  |  | Cristiano Luigi di Waldeck |  |
|                                                    |                                      |                                                  |                                                    |  |  |       |  |  | Federico Antonio Ulrico di Waldeck e Pyrmont |  |  | Cristiano Luigi di Waldeck |  |
|                                                    |                                      | Anna Isabella di Rappoltstein                    |                                                    |  |  |       |  |  | Federico Antonio Ulrico di Waldeck e Pyrmont |  |  |                            |  |
| Carlo Augusto Federico di Waldeck e Pyrmont        |                                      |                                                  |                                                    |  |  |       |  |  | Federico Antonio Ulrico di Waldeck e Pyrmont |  |  |                            |  |
|                                                    |                                      | Luisa del Palatinato-Zweibrücken-Birkenfeld      | Cristiano II del Palatinato-Zweibrücken-Birkenfeld |  |  |       |  |  |                                              |  |  |                            |  |
|                                                    |                                      | Luisa del Palatinato-Zweibrücken-Birkenfeld      | Cristiano II del Palatinato-Zweibrücken-Birkenfeld |  |  |       |  |  |                                              |  |  |                            |  |
|                                                    |                                      | Luisa del Palatinato-Zweibrücken-Birkenfeld      | Caterina Agata di Rappoltstein                     |  |  |       |  |  |                                              |  |  |                            |  |
| Giorgio I di Waldeck e Pyrmont                     |                                      | Luisa del Palatinato-Zweibrücken-Birkenfeld      |                                                    |  |  |       |  |  |                                              |  |  |                            |  |
|                                                    |                                      | Cristiano III del Palatinato-Zweibrücken         | Cristiano II del Palatinato-Zweibrücken-Birkenfeld |  |  |       |  |  |                                              |  |  |                            |  |
|                                                    |                                      | Cristiano III del Palatinato-Zweibrücken         | Cristiano II del Palatinato-Zweibrücken-Birkenfeld |  |  |       |  |  |                                              |  |  |                            |  |
|                                                    |                                      | Cristiano III del Palatinato-Zweibrücken         | Caterina Agata di Rappoltstein                     |  |  |       |  |  |                                              |  |  |                            |  |
| Cristiana Enrichetta del Palatinato-Zweibrücken    |                                      | Cristiano III del Palatinato-Zweibrücken         |                                                    |  |  |       |  |  |                                              |  |  |                            |  |
|                                                    |                                      | Carolina di Nassau-Saarbrücken                   | Luigi Crato di Nassau-Saarbrücken                  |  |  |       |  |  |                                              |  |  |                            |  |
|                                                    |                                      | Carolina di Nassau-Saarbrücken                   | Luigi Crato di Nassau-Saarbrücken                  |  |  |       |  |  |                                              |  |  |                            |  |
|                                                    |                                      | Carolina di Nassau-Saarbrücken                   | Filippa Enrichetta di Hohenlohe-Langenburg         |  |  |       |  |  |                                              |  |  |                            |  |
| Ida di Waldeck e Pyrmont                           |                                      | Carolina di Nassau-Saarbrücken                   |                                                    |  |  |       |  |  |                                              |  |  |                            |  |
|                                                    | Augusto di Schwarzburg-Sondershausen | Cristiano Guglielmo di Schwarzburg-Sondershausen |                                                    |  |  |       |  |  |                                              |  |  |                            |  |
|                                                    | Augusto di Schwarzburg-Sondershausen | Cristiano Guglielmo di Schwarzburg-Sondershausen |                                                    |  |  |       |  |  |                                              |  |  |                            |  |
|                                                    | Augusto di Schwarzburg-Sondershausen | Guglielmina Cristiana di Sassonia-Weimar         |                                                    |  |  |       |  |  |                                              |  |  |                            |  |
| Cristiano Günther III di Schwarzburg-Sondershausen | Augusto di Schwarzburg-Sondershausen |                                                  |                                                    |  |  |       |  |  |                                              |  |  |                            |  |
|                                                    |                                      | Carlotta Sofia di Anhalt-Bernburg                | Carlo Federico di Anhalt-Bernburg                  |  |  |       |  |  |                                              |  |  |                            |  |
|                                                    |                                      | Carlotta Sofia di Anhalt-Bernburg                | Carlo Federico di Anhalt-Bernburg                  |  |  |       |  |  |                                              |  |  |                            |  |
|                                                    |                                      | Carlotta Sofia di Anhalt-Bernburg                | Sofia Albertina di Solms-Sonnenwalde               |  |  |       |  |  |                                              |  |  |                            |  |
| Augusta di Schwarzburg-Sondershausen               |                                      | Carlotta Sofia di Anhalt-Bernburg                |                                                    |  |  |       |  |  |                                              |  |  |                            |  |
|                                                    |                                      | Vittorio Federico di Anhalt-Bernburg             | Carlo Federico di Anhalt-Bernburg                  |  |  |       |  |  |                                              |  |  |                            |  |
|                                                    |                                      | Vittorio Federico di Anhalt-Bernburg             | Carlo Federico di Anhalt-Bernburg                  |  |  |       |  |  |                                              |  |  |                            |  |
|                                                    |                                      | Vittorio Federico di Anhalt-Bernburg             | Sofia Albertina di Solms-Sonnenwalde               |  |  |       |  |  |                                              |  |  |                            |  |
| Carlotta Guglielmina di Anhalt-Bernburg            |                                      | Vittorio Federico di Anhalt-Bernburg             |                                                    |  |  |       |  |  |                                              |  |  |                            |  |
|                                                    |                                      | Albertina di Brandeburgo-Schwedt                 | Alberto Federico di Brandeburgo-Schwedt            |  |  |       |  |  |                                              |  |  |                            |  |
|                                                    |                                      | Albertina di Brandeburgo-Schwedt                 | Alberto Federico di Brandeburgo-Schwedt            |  |  |       |  |  |                                              |  |  |                            |  |
|                                                    |                                      | Albertina di Brandeburgo-Schwedt                 | Maria Dorotea di Curlandia                         |  |  |       |  |  |                                              |  |  |                            |  |
|                                                    |                                      | Albertina di Brandeburgo-Schwedt                 |                                                    |  |  |       |  |  |                                              |  |  |                            |  |